# Sergio Pacheco
Sergio Pacheco Sapién (Guadalajara, México, 25 de octubre de 1965) es un ex futbolista mexicano que se desempeñaba en la posición de delantero. Jugó para el Atlas, Cruz Azul, Veracruz, Guadalajara, Yucatán y Nacional Tijuana; así mismo tuvo participación con la Selección Juvenil y Selección Mayor de México.
Debutó con el Atlas el 22 de octubre de 1983 contra el Oaxtepec, su incursión en la institución rojinegra se debió a que Alberto de la Torre y Ramón Cano Figueroa lo vieron jugar en el Colegio Cervantes y lo invitaron a probarse con el equipo. Su mayor logró con Atlas fue el haber marcado 17 goles en una campaña, bajo las órdenes de Luis Garisto, razón por la que fue contratado por Cruz Azul.
En la temporada 1995-96 pasa al Veracruz, institución donde permanece únicamente por 1 temporada, y para el Invierno 1996 para el Guadalajara, donde lograría coronarse campeón de goleo en Copa México de ese mismo año. Se retira de la primera división en el torneo Verano 1997, para después jugar en la Primera división 'A' mexicana en los equipos Atlético Yucatán y Nacional Tijuana.
Con la Selección mayor de México debutó el 20 de marzo de 1990, jugando 3 encuentros en total  marcando solo un gol contra la Selección de Colombia.
Tiene registro de 105 goles en su carrera profesional.
Después de su retiro se ha dedicado a desempeñarse como entrenador, dirigió dos temporadas al Tapatío cuando se encontraba en la Segunda División, llevando al equipo a disputar la Final de Ascenso, la cual perderían, ante los Truenos de Cuautitlán, mientras que en la segunda temporada el equipo quedó en cuartos de final. Después fue auxiliar de Hugo Hernández en el Guadalajara. En el 2010 fue auxiliar técnico del ahora fallecido Juan De Dios Castillo en la selección mayor de Honduras, logrando el campeonato de la UNCAF, Posteriormente fue auxiliar técnico de Juan Carlos la Pájara Chávez en el Atlas en 2015.
- Datos: Q181012